# Cass Gilbert
Pour les articles homonymes, voir Gilbert.

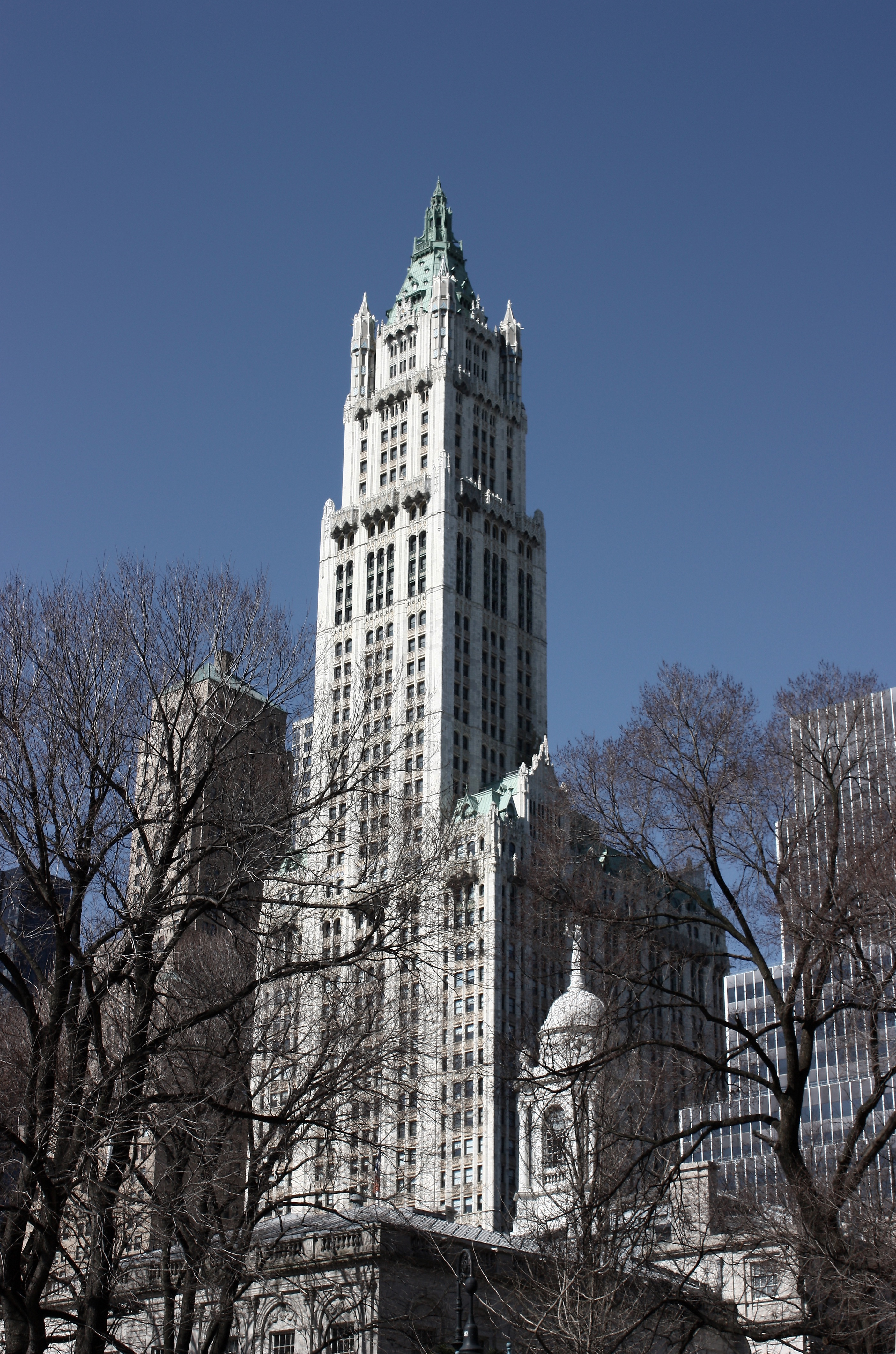
Le Woolworth Building de New York (1913)

Cass Gilbert (29 novembre 1859 - 17 mai 1934) est un architecte américain. Il fréquenta le MIT et travailla pour l'agence McKim, Mead and White. Ses œuvres publiques reflètent le style Beaux-Arts.
Gilbert est considéré comme un pionnier du gratte-ciel, mais l'habillage de ses bâtiments se tournait vers le Néoclassicisme au lieu d'épouser la modernité. Pendant la période du Modernisme sa réputation baissa parmi les professionnels, mais les personnes non averties ont toujours été rassurées par le sens de la continuité de ses œuvres, au style riche et sobre mais légèrement doucereux.
Parmi ses œuvres :
- Le capitole de l'État du Minnesota à St Paul, 1895 - 1905, de style Renaissance. Ce n'est pas une simple copie du Capitole des États-Unis. Les journaux locaux se moquèrent quand Gilbert fit venir du marbre de Géorgie mais le résultat, dans lequel un dôme hémisphérique couronne un cylindre qui n'est pas sans rappeler celui de Saint Pierre de Rome, dominant une série de bâtiments représentant la législature bicamérale, parut si noblement beau que la Virginie-Occidentale et l'Arkansas commandèrent aussi à Gilbert leurs capitoles. Le dôme de briques est maintenu par des arceaux d'acier.
- Le bâtiment du 90 West Street à New York, 1907. Il souffrit beaucoup des attentats du 11 septembre 2001.
- Le Woolworth Building de Manhattan, achevé en 1913. Il fut jusqu'en 1930 le plus haut gratte-ciel du monde.
- La PNC Tower construite à Cincinnati en 1913.
- L'U.S. Chamber of Commerce Building construit à Washington en 1925.
- Le New York Life Building construit à New York en 1928.
- L'ancienne ambassade des États-Unis au Canada en 1932.
- La Thurgood Marshall United State Courthouse construit à New York en 1936.
- Le Bâtiment de la Cour suprême des États-Unis[1]